# Kepa (berg)
Kepa (slovenska) eller Mittagskogel (tyska) är ett berg på gränsen mellan Slovenien och Kärnten i Österrike.  Toppen på Kepa är 2 143 meter över havet, eller 1 024 meter över den omgivande terrängen. Bredden vid basen är 25,3 km.
Terrängen runt Kepa är kuperad norrut, men söderut är den bergig. Närmaste större samhälle är Villach, 13,6 km nordväst om Kepa. 
I omgivningarna runt Kepa växer i huvudsak blandskog. Runt Kepa är det tätbefolkat, med 550 invånare per kvadratkilometer.